# Al-Balqa Toegepaste Universiteit
De Al-Balqa Toegepaste Universiteit (Arabisch: جامعة البلقاء التطبيقية) is een staatsgesteunde publieke onderzoeksuniversiteit. De universiteit werd opgericht in 1997. Haar hoofdcampus is gevestigd in Salt, maar de universiteit heeft meerdere campussen verspreid over het hele land. Dit komt doordat de universiteit is ontstaan door het samengaan van meerdere colleges, die door het hele land gevestigd waren. De universiteit heeft 6 faculteiten op de hoofdcampus en nog eens 12 faculteiten verspreid over de rest van het land.
In de QS World University Rankings van 2020 staat de Al-Balqa Toegepaste Universiteit op een 81-90ste plaats in de ranglijst voor Arabische landen, waarmee het de 8e Jordaanse universiteit op de lijst is.